# Seicercus burkii
Seicercus burkii е вид птица от семейство Phylloscopidae.

## Разпространение
Видът е разпространен в Бангладеш, Бутан, Индия, Китай и Непал.